# Laura Samuel
Laura Samuel (* 19. Februar 1991) ist eine britische Dreispringerin.
2010 gewann sie bei den Leichtathletik-Juniorenweltmeisterschaften in Moncton und 2014 für England startend bei den Commonwealth Games in Glasgow die Silbermedaille.
Viermal wurde sie Britische Meisterin (2010–2013) und dreimal Britische Hallenmeisterin (2011, 2014, 2015).

## Persönliche Bestleistungen
- Dreisprung: 14,09 m, 29. Juli 2014, Glasgow
  - Halle: 13,66 m, 15. Februar 2015, Sheffield